# Reserve naturelle de la Montagne Saint-Pierre
Het Reserve naturelle de la Montagne Saint-Pierre is een natuurgebied nabij Ternaaien en Lieze in de Belgische provincie Luik. Het wordt beheerd door Natagora.
Het gebied meet 39 ha en beslaat de oostelijke helling van het Belgische deel van de Sint-Pietersberg. In de nabijheid ervan ligt de cementfabriek en ten zuiden van het reservaat zijn de bijbehorende mergelgroeven.
Er zijn kalkgraslanden met bijzondere plantensoorten zoals voorjaarsganzerik, geel zonneroosje en kleine pimpernel. Ook vindt men er diverse orchideeën, zoals soldaatje, purperorchis en poppenorchis. Een inventarisatie van de vliesvleugeligen leverde ruim 500 soorten op, en ook tal van andere insectensoorten, waaronder zeer zeldzame, komen er voor. Enkele daarvan vinden hier de noordgrens van hun areaal.
In Ternaaien bevindt zich een bezoekerscentrum met informatie over dit gebied. Er zijn wandelingen uitgezet.